# 이스마일 오마르 겔레
이스마일 오마르 겔레(아랍어: اسماعيل عُمر جليه, 소말리어: Ismaaciil Cumar Geelle, 1947년 11월 27일~)는 지부티의 제2대 대통령이다. 겔레는 1999년 5월 8일에 그의 삼촌인 하산 굴레드 압티돈이 노령으로 대통령직에서 물러나며, 그 직책을 이어받았다.

## 배경
겔레는 에티오피아 디레다와에서 태어났다. 1960년대 후반에, 겔레는 고등학교를 마치기 전 지부티로 이주하였다. 그는 후에 경찰에 들어가서, 하위 부사관(junior non-commissioned officer)이 되었다. 지부티가 독립한 후, 그는 하산 굴레드 압티돈 정부 내각의 비밀 경찰 국장이 되었다. 그는 소말리아 국가안전국과 그 후 대외정보방첩국(Service de Documentation Extérieure et de Contre-Espionnage, SDECE)에서 훈련을 받았으며, 그의 삼촌의 후계자가 되기 위한 작정을 하였다. 그의 삼촌의 통치하에 지부티 안전국의 수장으로서, 겔레는 정치 권력의 폭넓은 인지도를 얻어, 분할 통치를 실행하는데 이용했으며, 적당할 때 억압과 위협으로 보충했다.

## 참고
1. 1 2  Biography at Presidency website 보관됨 2008-06-04 - 웨이백 머신 (프랑스어).
2. 1 2  "Reality Check On Ismail Omar Guelleh", Somaliland Times, Issue 211, 2006년 2월 4일.

| 전임 하산 굴레드 압티돈 | 제2대 지부티의 대통령 1999년 5월 8일 ~ | 후임 (현직) |